# 신메이와 공업
신메이와공업(ShinMaywa Industries, Ltd., 新明和工業株式会社, Shin-Meiwa Kōgyō Kabushiki-gaisha)은 가와니시 항공기(Kawanishi Aircraft Company)의 후손격인 일본 산업 대기업이다. 1949년에 회사의 영어명을 "Shin Meiwa Industries"으로 하여 설립된 이 회사는 1992년에 "ShinMaywa"로 브랜드를 변경했다. 이전에는 SMIC(Shin Meiwa Industry co., Ltd.)로도 알려져 있었다.
효고현 다카라즈카시에 본사를 둔 신메이와공업은 신메이와 US-1A(Shin Meiwa US-1A) 수륙 양용 비행기와 업그레이드된 형태인 신메이와 US-2와 같은 수상 비행기로 가장 잘 알려져 있다. 이 회사는 또한 미국 보잉사와 같은 항공기 제조업체의 국제 공급망에도 참여해 왔다.